# Miguel Hidalgo, Santo Tomás Ocotepec
Miguel Hidalgo är en ort i Mexiko.   Den ligger i kommunen Santo Tomás Ocotepec och delstaten Oaxaca, i den sydöstra delen av landet, 290 km sydost om huvudstaden Mexico City. Miguel Hidalgo ligger 2 267 meter över havet och antalet invånare är 337.
Terrängen runt Miguel Hidalgo är kuperad åt nordost, men åt sydväst är den bergig. Runt Miguel Hidalgo är det ganska tätbefolkat, med 75 invånare per kvadratkilometer. Närmaste större samhälle är Heroica Ciudad de Tlaxiaco, 17,3 km nordost om Miguel Hidalgo. I omgivningarna runt Miguel Hidalgo växer i huvudsak blandskog.